# 郴州地区
郴州地区为湖南省曾存在过的准行政区——地区，前身为「湖南省第八行政督察區」（之后改称“第三行政督察区”），中华人民共和国成立后改称“郴县专区”或“郴州专区”、“郴州地区”，1994年12月17日撤销。郴州地区撤销之前的辖域为新成立的地级郴州市的辖域。

## 郴县专区
1949年，中华人民共和国成立后设立“郴县专区”，专区辖原“第三行政督察区”辖域，即郴县、桂东县、汝城县、永兴县、资兴县、宜章县、桂阳县、嘉禾县、临武县和蓝山县共计10县，治所郴县。

## 郴州专区
- 1951年，郴县专区改称“郴州专区”。
- 1952年11月13日，撤销郴州专区，原郴州专区所属10县全部划入湘南行署。
- 1954年6月，撤销湘南行署复置“郴县专区”，原湘南行署所属郴县、桂东县、汝城县、永兴县、资兴县、宜章县、桂阳县、嘉禾县、临武县、蓝山县、耒阳县、安仁县、酃县、新田县共计14县划入郴县专区。
- 1959年3月22日，撤销资兴县并入郴县；撤销汝城县和桂东县，合并设立汝桂县；撤销临武县并入宜章县；撤销新田县并入桂阳县；撤销蓝山县和嘉禾县，合并设立蓝嘉县；撤销酃县并入茶陵县。专区辖郴县、汝桂县、永兴县、宜章县、桂阳县、蓝嘉县、耒阳县、安仁县共计8县。
- 1960年，8月15日，郴县析置郴州市，隶属郴州专区；8月29日，郴县专区改称“郴州专区”；专署郴州市，专区辖1市、8县。
- 1961年，7月9日，郴县析置东江市，隶属郴州专区；复置资兴县、临武县、汝城县、桂东县、蓝山县、嘉禾县、新田县共计7县；撤销汝桂县和蓝嘉县；专区辖2市、13县。
- 1962年，10月20日，撤销东江市并入资兴县；10月30日，将蓝山县、新田县划入零陵专区；专区辖1市、11县。
- 1963年5月20日，撤销郴州市并入郴县；专区辖11县。

## 郴州地区
- 1970年，郴州专区改称郴州地区，地区辖郴县、安仁县、永兴县、资兴县、桂东县、汝城县、宜章县、临武县、嘉禾县、桂阳县、耒阳县计11县。
- 1977年12月，自郴县复置郴州市，属于郴州地区；地区行署驻郴州市。地区辖1市、11县。
- 1983年，2月8日，安仁县划归株洲市，耒阳县划归衡阳市；7月13日，株洲市所辖安仁县复归郴州地区；地区辖1市、10县。
- 1984年12月20日，撤销资兴县设立资兴市，郴县所辖高码乡和桥口乡的白溪、下渡2个村划归资兴市。地区辖2市、9县。

## 地改市
1994年12月17日，撤销郴州地区、建立地级郴州市。郴州地区撤销前辖郴州市和资兴市2市，郴县、安仁县、永兴县、资兴县、桂东县、汝城县、宜章县、临武县、嘉禾县、桂阳县计9县。郴州地区撤销后原地区辖域为地级郴州市辖域，区划调整后，新设立的地级郴州市辖2市辖区、8县，代管1县级市，具体如下：
- 8县：安仁县、永兴县、桂东县、汝城县、宜章县、临武县、嘉禾县和桂阳县；
- 2市辖区：撤销县级郴州市和郴县，在其辖域设立郴州市2个市辖区即北湖区和苏仙区；
- 1代管县级市：资兴市。